# تعاونية السعادة (أولاد يحيى)
تعاونية السعادة هو دُوَّار يقع بجماعة سيدي دحمان، إقليم تارودانت، جهة سوس ماسة في المملكة المغربية. ينتمي الدوّار لمشيخة أولاد يحيى التي تضم 13 دوار. يقدر عدد سكانه بـ 682 نسمة حسب الإحصاء الرسمي للسكان والسكنى لسنة 2004.

## روابط خارجية
- البوابة الوطنية للجماعات الترابية نسخة محفوظة 12 مارس 2018 على موقع واي باك مشين.
- المندوبية السامية للتخطيط